# Montmorency (ancienne circonscription fédérale)
Pour les articles homonymes, voir Montmorency.
Montmorency (aussi connue sous le nom de Montmorency—Orléans, Beauport—Montmorency—Orléans et Beauport—Montmorency—Côte-de-Beaupré—Île-d'Orléans) est une ancienne circonscription électorale fédérale canadienne de la région de la Capitale-Nationale au Québec. Elle est représentée à la Chambre des communes de 1867 à 1917 et de 1968 à 2004.

## Histoire
L'Acte de l'Amérique du Nord britannique de 1867 créé ce qui est appelé le district électoral de Montmorency. La circonscription est redistribuée dans Charlevoix—Montmorency et dans Québec lors de sa première disparition.
La circonscription réapparaît en 1966 à partir de Charlevoix et Québec—Montmorency. Renommée Montmorency—Orléans en 1980, Beauport—Montmorency—Orléans en 1990 et Beauport—Montmorency—Côte-de-Beaupré—Île-d'Orléans en 1998, la circonscription est abolie selon le redécoupage de la carte électorale de 2003 et redistribuée parmi Beauport et Charlevoix—Montmorency.

## Géographie
En 1966, la circonscription de Montmorency comprend :
- Les cités de Beauport, Charlesbourg et Giffard ;
- Les villes de Beaupré, Courville, Montmorency, Orsainville et Villeneuve ;
- Le comté de Montmorency No. 2 situé sur l'île d'Orléans ;
- Le comté de Montmorency No. 1 comprenant Sainte-Anne-de-Beaupré, Saint-Jean-de-Boischatel, Château-Richer, L'Ange-Gardien, Sainte-Brigitte-de-Laval, Saint-Joachim, Saint-Ferréol-les-Neiges et Saint-Tite-des-Caps ;
- Dans le comté de Québec, Beauport-Ouest, Charlesbourg-Est et Sainte-Thérèse-de-Lisieux.

## Députés
1867 - 1914
1. 1867-1867 — Joseph-Édouard Cauchon, Conservateur
2. 1867¹-1878 — Jean Langlois, Conservateur
3. 1878-1880 — Pierre-Vincent Valin, Conservateur
4. 1880¹-1880 — Auguste-Réal Angers, Conservateur
5. 1880¹-1887 — Pierre-Vincent Valin, Conservateur (2)
6. 1887-1890 — Charles Langelier, Libéral
7. 1890¹-1891 — Louis-Georges Desjardins, Conservateur
8. 1891-1892 — Joseph Israël Tarte, Conservateur
9. 1892¹-1896 — Arthur-Joseph Turcotte, Conservateur
10. 1896-1904 — Thomas Chase-Casgrain, Conservateur
11. 1904-1911 — Georges Parent, Libéral
12. 1911-1917 — Rodolphe Forget, Conservateur

1966 - 2004
1. 1968-1974 — Ovide Laflamme, Libéral
2. 1974-1984 — Louis Duclos, Libéral
3. 1984-1988 — Anne Blouin, Progressiste-conservateur
4. 1988-1993 — Charles Deblois, Progressiste-conservateur
5. 1993-2004 — Michel Guimond, Bloc québécois

¹ = Élections partielles